# مالكوم ترافيس
مالكوم ترافيس (بالإنجليزية: Malcolm Travis)‏ هو طبال أمريكي، ولد في 15 فبراير 1953 في ناينيكا في الولايات المتحدة.